# معاذ السالمی
معاذ یحیی ناصر السالمی (زادهٔ ۱۵ اوت ۱۹۹۶) یک بازیکن فوتبال اهل قطر است.